# جشنواره موسیقی رادیو آی‌هارت
جشنواره موسیقی رادیو آی‌هارت (انگلیسی: IHeartRadio Music Festival) یک جشنواره موسیقی دو-روزه است که سپتامبر هرسال از سال ۲۰۱۱ توسط رادیو آی‌هارت همراه لاس وگاس استریپ برگزار می‌شود.